# Magical mystery morning
Magical mystery morning is een single van The Cats die werd uitgebracht in 1970. Het was de opvolger van de nummer 1-hit Marian.
Magical mystery morning werd geschreven door Arnold Mühren. Op de B-kant staat eveneens een eigen nummer, I walk through the fields, dat werd geschreven door Cees Veerman.

## Hitnotering

### Nederlandse Top 40
| Positie: | 17 | 6 | 4 | 4 | 7 | 13 | 18 | 30 | 36 | uit |

### Evergreen Top 1000
| Evergreen Top 1000 "Magical Mystery Morning" | Evergreen Top 1000 "Magical Mystery Morning" | Evergreen Top 1000 "Magical Mystery Morning" | Evergreen Top 1000 "Magical Mystery Morning" | Evergreen Top 1000 "Magical Mystery Morning" | Evergreen Top 1000 "Magical Mystery Morning" | Evergreen Top 1000 "Magical Mystery Morning" | Evergreen Top 1000 "Magical Mystery Morning" | Evergreen Top 1000 "Magical Mystery Morning" | Evergreen Top 1000 "Magical Mystery Morning" | Evergreen Top 1000 "Magical Mystery Morning" | Evergreen Top 1000 "Magical Mystery Morning" | Evergreen Top 1000 "Magical Mystery Morning" | Evergreen Top 1000 "Magical Mystery Morning" | Evergreen Top 1000 "Magical Mystery Morning" | Evergreen Top 1000 "Magical Mystery Morning" | Evergreen Top 1000 "Magical Mystery Morning" |
| Jaar                                         | 2008                                         | 2009                                         | 2010                                         | 2011                                         | 2012                                         | 2013                                         | 2014                                         | 2015                                         | 2016                                         | 2017                                         | 2018                                         | 2019                                         | 2020                                         | 2021                                         | 2022                                         | 2023                                         |
| -------------------------------------------- | -------------------------------------------- | -------------------------------------------- | -------------------------------------------- | -------------------------------------------- | -------------------------------------------- | -------------------------------------------- | -------------------------------------------- | -------------------------------------------- | -------------------------------------------- | -------------------------------------------- | -------------------------------------------- | -------------------------------------------- | -------------------------------------------- | -------------------------------------------- | -------------------------------------------- | -------------------------------------------- |
| Positie                                      | -                                            | -                                            | -                                            | -                                            | -                                            | 518                                          | 410                                          | 222                                          | 631                                          | 597                                          | 481                                          | 301                                          | 341                                          | 418                                          | 278                                          | 272                                          |

### NederlandseDaverende 30
| Positie: | 24 | 8 | 5 | 3 | 7 | 15 | 19 | 23 | uit |

### BelgischeBRT Top 30
Het was de eerste single van The Cats die deze hitparade wist te bereiken. Dat lag niet aan de verkopen, maar aan het feit dat deze hitlijst pas in mei 1970 begon.
| Positie: | 30 | 25 | 18 | 11 | 6 | 11 | 16 | uit |

### VlaamseVoorloper van Ultratop 30
| Positie: | 25 | 15 | 14 | 14 | 24 | uit |